# Diplazium mesosorum
Diplazium mesosorum là một loài thực vật có mạch trong họ Woodsiaceae. Loài này được (Makino) Koidz. miêu tả khoa học đầu tiên năm 1924.